# 氹仔圖書館
氹仔圖書館（葡萄牙語：Biblioteca da Taipa），是澳门的一座图书馆，位於氹仔中央公園地庫一層，於2015年4月15日以試運行方式對外開放，同年9月1日啟用。

## 歷史

### 舊氹仔圖書館時期
氹仔圖書館於1993年開馆。其前身为氹仔议事公局学校（Escola Municipal da Taipa）。
2004年12月，澳門特別行政區政府表示，為更好地利用資源，配合氹仔龍環葡韻住宅博物館及嘉模前地的整體發展，需收回位於嘉模前地的氹仔圖書館，並於2004年12月24日起閉館，而重開日期及地點作另行通知。

### 新氹仔圖書館
2007年5月至6月，土地工務運輸局就氹仔成都街地下停車場及公園方案反映之意見作出整理，並於同年展開公開咨詢。公園亦包括興建一座圖書閱覽室的設施。
2008年12月26日，氹仔成都街地下停車場及公園建造工程展開招標工作，公開開標日期訂於2009年2月27日。
2009年9月，氹仔中央公園建造工程動工，當中地庫一層設置圖書館，建築面積約2,200平方米。
2012年12月底，氹仔中央公園正式開放啟用；但園內的游泳池和圖書館設施於2014年3月初仍未開放。而民政總署表示，已敦促建商在該年暑假前完工，而圖書館由文化局]負責。
2015年4月15日，位於氹仔中央公園內的新氹仔圖書館以試運作形式正式對外開放。據介紹總面積約二千二百平方米，預計最高藏書量可達十五萬冊，閱覽座位約四百五十個，是目前供市民可使用空間最大的公共圖書館。除一般閱覽區、報刊閱覽區、多媒體室外，氹仔圖書館另設有兒童圖書館、兒童劇場、放映室和展示區等新區域。其中，兒童圖書館為氹仔圖書館之一大亮點，特別規劃以兒童及親子作為主題，面積約佔氹仔圖書館的三份之一，座位約八十個，提供兒童圖書近二萬冊，為各圖書館之最。兒童圖書館亦有專為兒童設計之洗手間、育嬰室及嬰兒車停泊區；館內亦設有兒童劇場。
2015年7月17日，圖書館實施第二階段試運作，各閱覽區全面開放，並延長試運作開放時間為星期二至日09:30-20:30；星期一14:30-20:30，公眾假期除外。
2015年9月1日，氹仔圖書館正式開幕，並於當天15:00舉行開幕式。
2016年8月11日起，圖書館增設二十四小時自助還書箱服務。
2017年3月11日，因應氹仔圖書館啟用，文化局澳門公共圖書館附屬流動圖書車將不停泊氹仔哥英布拉街位置，因應行車路線調整關係，而作出取消氹仔服務點之安排。
2018年1月1日，氹仔圖書館調整開放時間，延長開放時間至00:00，除農曆年除夕14:00後，正月初一、二及三休館外，全年對外開放。延長開放至午夜十二時的館別，由08:00-08:30以及20:00後，館內只駐有保安員及清潔人員，不設館員輪值服務。館內提供閱覽和各項自助化設備服務，而部分區域暫停開放，包括兒童閱覽區、影音資料區及澳門資料閱覽區。

## 館藏與服務
氹仔圖書館位於氹仔中央公園地庫一層，面積2,200平方米，是目前澳門氹仔可供讀者使用空間最大的公共圖書館。館內採用大量的透光玻璃門窗作為分隔設計，大大增加了館內的自然採光度，該館設置了四個主要區域，包括一般閱覽區、兒童圖書館、報刊閱覽區及多媒體視聽室，還設置兒童劇場、戶外花園、多功能室、育嬰室及設於公園層的自助還書服務站等。現時館內提供約450個閱覽座位，藏書量約80,000冊 (件)（包括一般圖書約50,000冊、兒童圖書約20,000及10,000件的多媒體資料）。圖書館設有兩個出入口分別通往停車場及地面的氹仔中央公園。

## 圖片集

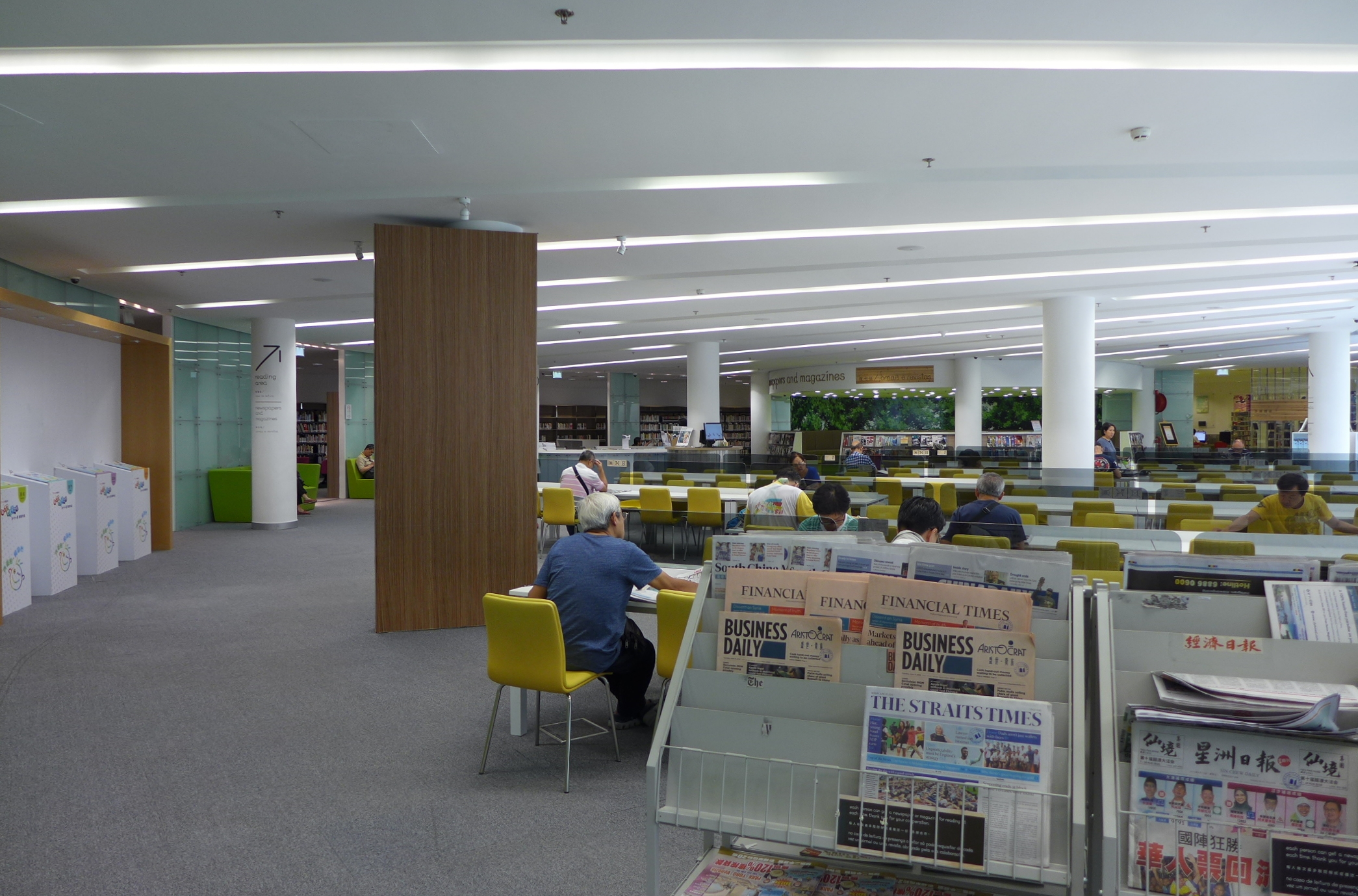
圖書館內的閱覽區
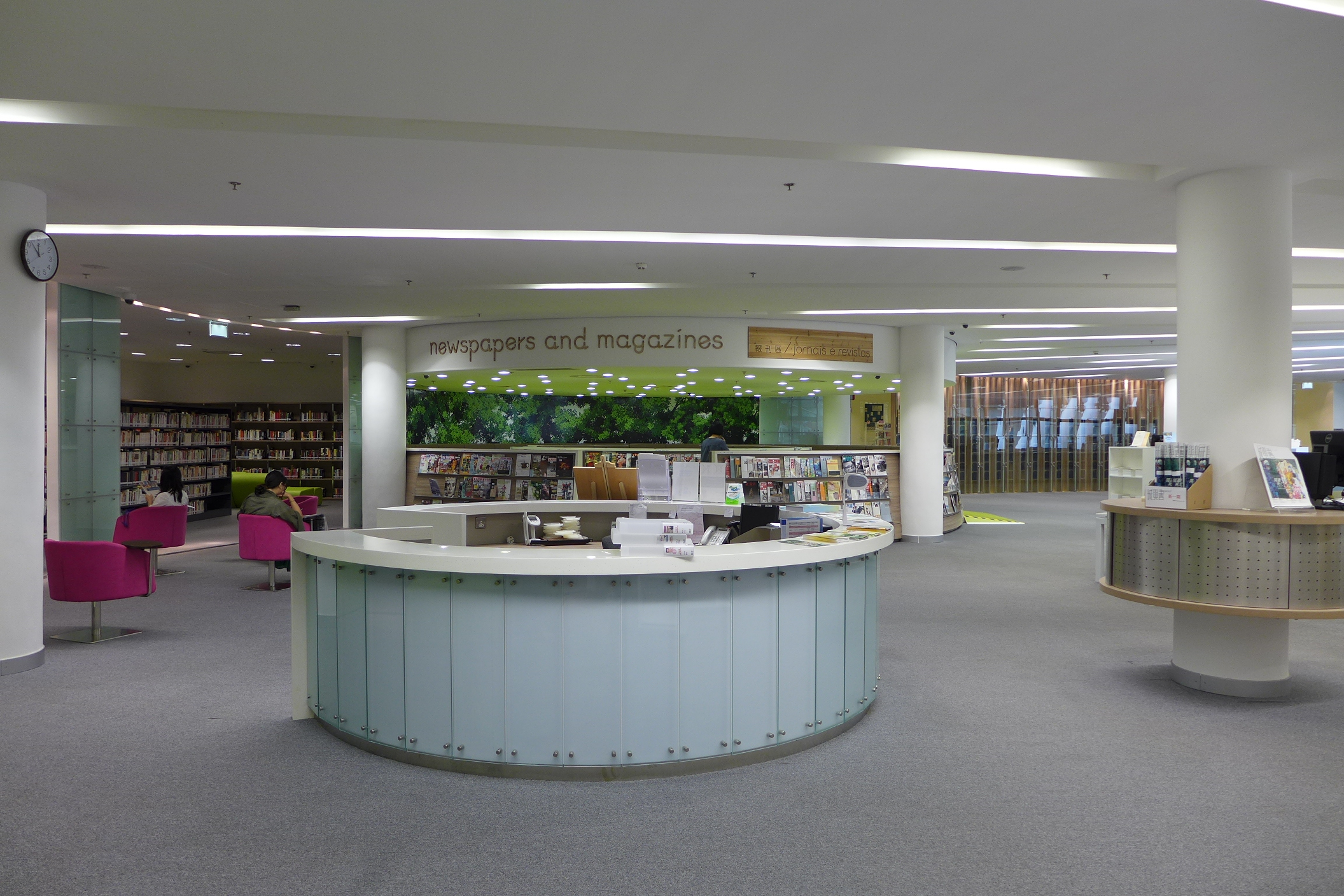
報刊閱覽區
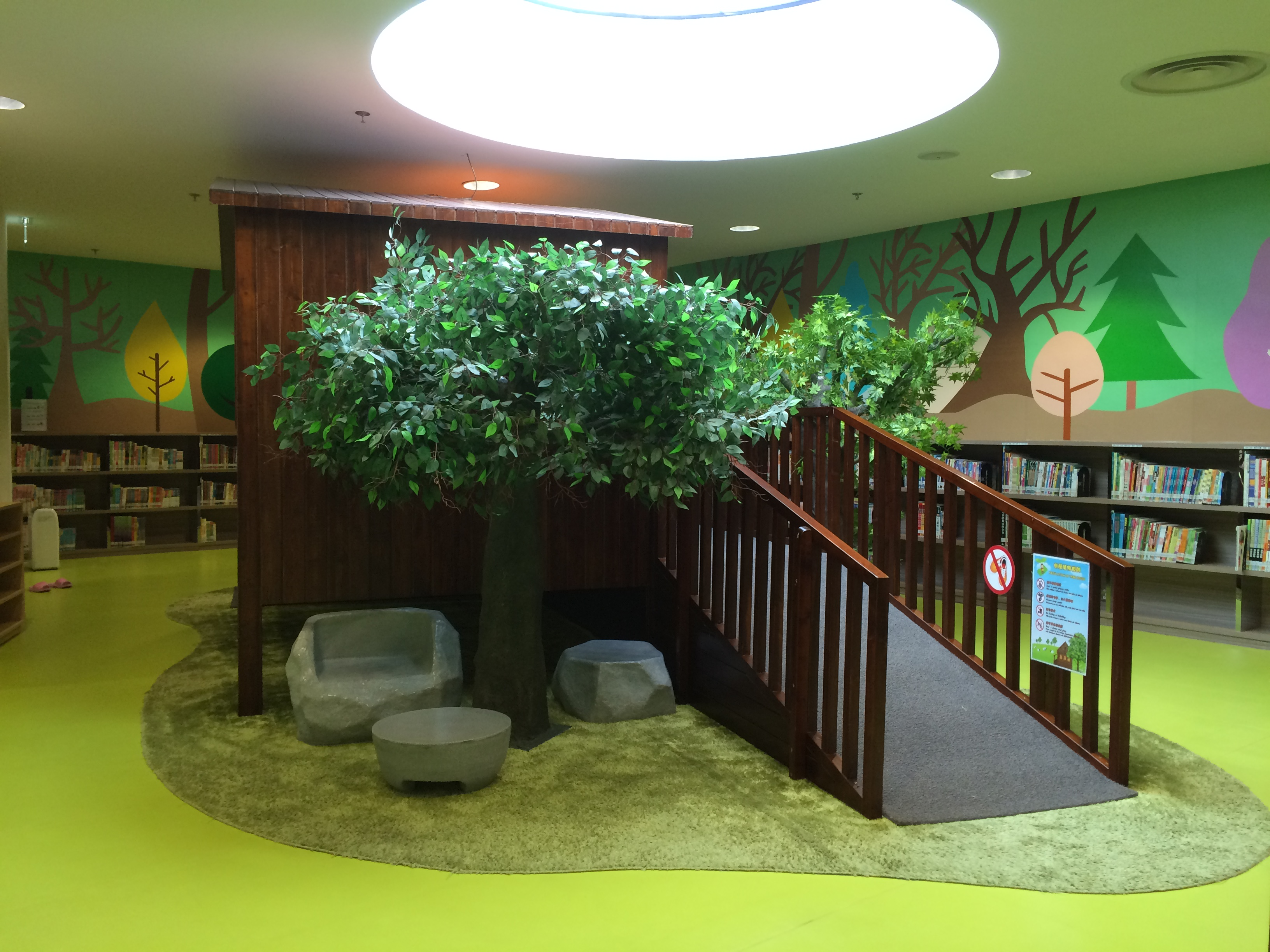
兒童圖書館
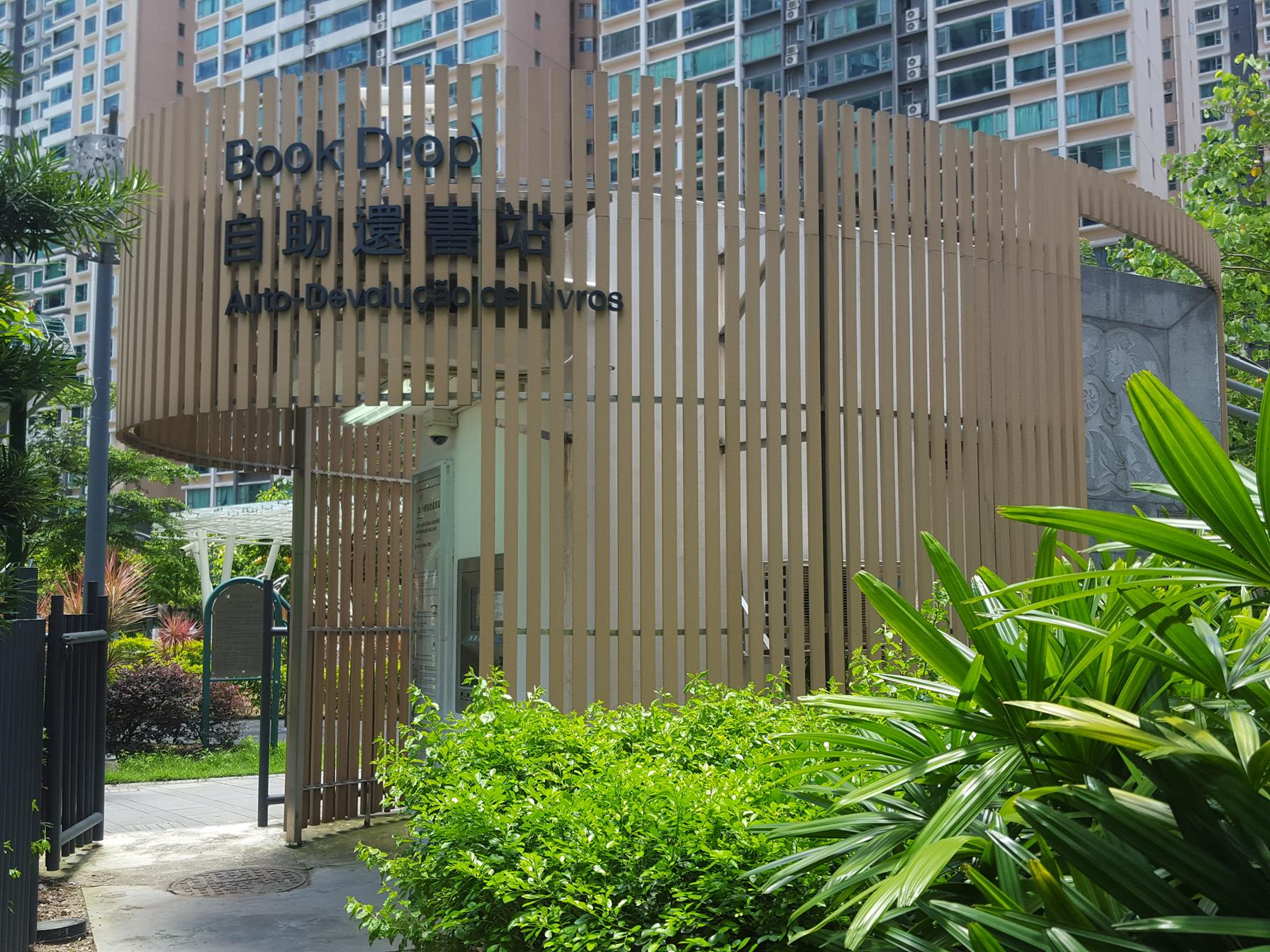
圖書館內的閱覽區自助還書機